# دی‌ان‌ای لیگاز
دی‌ان‌ای لیگاز (DNA ligase)، نوع خاصی از آنزیم به نام لیگاز است که اتصال رشته‌های DNA به یکدیگر را توسط کاتالیز پیوند فسفو دی استر، تسهیل می‌کند. این آنزیم در تعمیر شکست‌ها در مناطقی از DNA دو رشته‌ای که تک رشته‌ای شده‌است نقش دارد، اما بعضی اَشکال (مانند دی ان ای لیگاز IV) ممکن است به طور ویژه شکست‌های دو رشته‌ای را ترمیم کند (مانند شکست در هر دو رشتهٔ مکمل DNA).
به منظور ترمیم شکست‌های تک رشته‌ای، از رشته مکمل به عنوان الگو استفاده می‌شود. سپس دی‌ان‌ای لیگاز وارد عمل شده و آخرین پیوند فسفو دی استر را ایجاد می‌کند تا ترمیم DNA تکمیل شود.
دی‌ان‌ای لیگاز هم در مکانیسم ترمیم DNA و هم در مکانیسم تکثیر DNA مورد استفاده قرار می‌گیرد. افزون بر این، به در آزمایشگاه‌های زیست‌شناسی مولکولی برای ساختن DNA نوترکیب و کلونینگ ژن کاربرد دارد.

## مکانیسم لیگاز
مکانیسم دی‌ان‌ای لیگاز، تشکیل دو پیوند کووالانسی فسفو دی استر بین انتهای ´۳ هیدروکسیل از یک نوکلئوتید ("گیرنده")، با انتهای ´۵ فسفات دیگر ("دهنده") است. لیگاز به منظور این که بتواند نقش خود را ایفا کند، به ATP نیاز دارد که طی ۴ مرحله فراهم می‌شود:
1. سازماندهی مجدد جایگاه‌های فعالیت مانند حفره‌های موجود در قطعات DNA یا قطعات اکازاکی
2. آدنیلاسیون یک باقی مانده لیزینی در جایگاه فعال آنزیم، که این باعث آزاد شدن پیروفسفات می‌شود؛
3. انتقال AMP به فسفات ´۵ دهنده که در نتیجه یک پیوند پیروفسفات می‌شود؛
4. تشکیل یک پیوند فسفودی‌استر بین فسفات ´۵ دهنده و هیدروکسیل ´۳ گیرنده.

لیگاز، اتصال انتهاهای صاف (blunt end) را نیز کاتالیز می‌کند؛ هرچند غلظت‌های زیاد آنزیم و واکنش‌های مختلفی مورد نیاز است.

## انواع لیگازها

### دی‌ان‌ای لیگازE. coli
دی‌ان‌ای لیگاز باکتری E.coli توسط ژن lig کدگذاری می‌شود. دی ان ای لیگاز در E.coli و همچنین بسیاری از پروکاریوت‌ها، از انرژی به دست آمده توسط شکستن دی نوکلئوتید آدنین نیکوتین آمید (NAD) برای ایجاد پیوند فسفو دی استر استفاده می‌کنند. این لیگاز توانایی بستن انتهاهای صاف (blunt) DNA را جز در شرایط ازدحام مولکولی با پلی اتیلن گلیکول ندارد و علاوه بر این نمی‌تواند RNA را به طور کارآمدی به DNA متصل کند.

### دی‌ان‌ای لیگاز T4
دی‌ان‌ای لیگازباکتریوفاژ T4 پرکاربردترین لیگازی است که در آزمایشگاه‌های پژوهشتی به کار می‌رود. این لیگاز می‌تواند انتهای چسبندهٔ DNA، الیگونوکلئوتیدها و همچنین هیبریدهای RNA و RNA-DNA، اما نه اسید نوکلئیک‌های تک رشته‌ای را ببندد. همچنین می‌تواند انتهاهای صاف DNA را با کارآمدی بیشتری از دی ان ای لیگاز E.coli مسدود کند. بر خلاف دی ان ای لیگاز E.coli, DNA لیگاز T4 نمی‌تواند NAD را مورد استفاده قرار دهد و برای فعالیت نیاز به ATP (به عنوان یک کوفاکتور) دارد.

### لیگازهای پستانداران
در پستانداران ۴ نوع خاص از لیگاز وجود دارد: دی‌ان‌ای لیگاز یک، دو، سه و چهار. دی ان ای لیگاز یوکاریوت‌ها و برخی میکروب‌ها از آدنوزین تری فسفات (ATP) به جای NAD استفاده می‌کنند.

### لیگازهای مقاوم به حرارت
لیگازهایی از باکتری‌های گرما دوست مختلف، کلون و توالی یابی شده‌اند و به دلیل ویژگی مقاوم به گرما که دارند کاربردهای تجاری یافته‌اند.

## کاربرد در تحقیقات زیست‌شناسی مولکولی
دی ان ای لیگازها ابزارهای ضروری در تحقیقات زیست‌شناسی مولکولی مدرن برای ایجاد توالی‌های DNA نوترکیب هستند. برای مثال، دی ان ای لیگازها به همراه آنزیم‌های محدودکننده برای ورود قطعات DNA(اغلب ژن‌ها) به درون پلاسمیدها استفاده می‌شوند.

## تاریخچه
اولین دی ان ای لیگاز در سال ۱۹۶۷ خالص سازی و معرفی شد. متداول‌ترین دی ان ای لیگازهای تجاری در دسترس از باکتریوفاژ T4، E.coli و باکتری‌های دیگر گرفته شده‌اند.

A pictorial example of how a ligase works (with sticky end s)